# Akysis microps
Akysis microps är en fiskart som beskrevs av Ng och Tan, 1999. Akysis microps ingår i släktet Akysis och familjen Akysidae. Inga underarter finns listade i Catalogue of Life.